# دانيال غوميز
دانيال غوميز (بالإسبانية: Daniel Gómez)‏ هو مبارز بالسيف مكسيكي، ولد في 6 مايو 1990 في مدينة مكسيكو في المكسيك.

## وصلات خارجية
- دانيال غوميز على موقع الاتحاد الدولي للمبارزة (الإنجليزية)
- دانيال غوميز على موقع اللجنة الأولمبية الدولية (الإنجليزية)
- دانيال غوميز على موقع أوليمبيديا (الإنجليزية)